# Colegiata de Torrijos
La colegiata de Torrijos, denominada también como colegiata del Santísimo Sacramento, es un templo católico de la localidad española de Torrijos, en la provincia de Toledo. Su construcción se inició en 1509 y concluyó en 1518, siendo un edificio de transición entre la arquitectura gótica y renacentista.

## Historia
Fue mandada construir por Teresa Enríquez para ser sede la cofradía del Santísimo Sacramento. Se desconoce el autor del proyecto, aunque por el estilo parece corresponder a Antón Egas, y la participación de Alonso de Covarrubias en algunas partes, como en la portada de poniente, en la puerta de la sacristía y otros elementos ornamentales. En su interior hay tres capillas, estando la principal la dedicada a san Gil, patrón de Torrijos, siguiendo el estilo del resto de la iglesia.

## Características
La capilla mayor, actualmente transformada en museo parroquial, es de bella factura y contiene en su interior numerosas obras de arte, óleos, vasos sagrados, vestimentas sagradas, esculturas y otras obras de orfebrería. Pero la joya de su interior está en el retablo, obra de Juan Correa de Vivar, en el que se nos muestra en doce tablas diversas escenas de la vida de Cristo, así como las esculturas de ocho evangelistas y santos. Preside el retablo un grupo escultórico representando la Última Cena. Por debajo de este se encuentra el sagrario, un enorme tabernáculo dorado, de una calidad extraordinaria.
De algo más de 55 metros de longitud y poco más de 22 en su parte más ancha, se erige en el centro de Torrijos. El lugar elegido para la construcción fue una antigua mezquita, en un lugar próximo al palacio que ya llevaba tiempo construido, una zona nueva, amplia, con posibilidades de que se pudiera ver perfectamente. Aunque posteriormente se edificaron una serie de viviendas para alojo de los capellanes y demás personal al servicio de la colegiata que eliminaron la visión adecuada de las partes norte y este. Es una hermosa iglesia de tres naves y ábside, de estilo gótico plateresco, siendo la central más elevada que las otras dos. Tiene una esbelta torre a sus pies. La edificación es de sillería en los contrafuertes y esquinas diversas, así como toda la torre; de mampostería en la totalidad de los muros exteriores. Los arbotantes que unen la nave central con las laterales son muy airosos, aunque sin complicaciones estéticas.